# Continuità territoriale
Con il termine continuità territoriale si indicano quegli strumenti legislativi che hanno lo scopo di garantire i servizi di trasporto ai cittadini abitanti in regioni disagiate della nazione a cui appartengono, ovvero di rafforzare la coesione tra le diverse aree di uno stesso Stato, superando svantaggi connessi alla loro lontananza, irraggiungibilità o difficoltà di accesso, come nel caso di enclavi o exclavi. In pratica, questo principio si traduce in un sistema di aiuti o strutture fornite dallo Stato ai cittadini o alle entità regionali interessate.
Caratteristica fondamentale della continuità territoriale è la base normativa come Servizio pubblico, il quale rende possibile la deroga ai principi di libero mercato e della libera concorrenza, affinché i trasporti possano essere fruibili a prescindere dall’effettiva redditività ottenibile da parte del vettore. 
Si parla di continuità territoriale anche quando, pur con un meccanismo differente, sono direttamente aziende pubbliche ad offrire il servizio.
Le regioni ultraperiferiche dell'Unione europea e dei paesi e territori d'oltremare degli Stati membri dell'Unione europea possono beneficiare di tali disposizioni.

## Unione Europea
In Europa, la continuità territoriale è quello strumento legislativo europeo che ha lo scopo di garantire i servizi di trasporto, normalmente per via aerea o marittima, ai cittadini abitanti in regioni sfavorite o disagiate dello Stato a cui appartengono. Nel caso dell'Italia, si possono citare le due isole maggiori del Mediterraneo, Sardegna e Sicilia, oppure la Corsica per la Francia.
Tranne in casi particolari, per scegliere il soggetto cui affidare i servizi di continuità territoriale, viene bandita una gara europea nella quale vengono indicate le rotte e numero di voli minimi da garantire, nonché il prezzo del biglietto, con i relativi servizi e vantaggi. Tali rotte, una volta assegnate, verranno poi concesse in esclusiva, e con sovvenzioni statali, a chi si aggiudica la gara, in deroga al principio di libero mercato.

### Italia
In Italia i trasporti sono derogati alle Regioni, che hanno facoltà di legiferare in merito alla gestione. Nel caso specifico della Continuità territoriale, si agisce previa autorizzazione del Ministero dei trasporti e previa approvazione di decreto di onere di servizio pubblico sulla tratta interessata, in modo da concedere in esclusiva tramite gara d'appalto deroghe e concessioni. Nella situazione attuale, una vera e propria "continuità territoriale extra regionale" è stata applicata solo dalla Sardegna, mentre la Sicilia usufruisce di tale strumento normativo per collegare alcune delle isole.

#### Continuità territoriale da e per la Sardegna
La continuità territoriale aerea da e per la regione Sardegna è stata realizzata nel 1998, sul modello di precedenti concessioni in esclusiva attivate nel 1970, con la legge nazionale proposta da Antonio Attili, considerato il padre di questa legge che si prefiggeva l'obiettivo di aiutare la Sardegna e i Sardi a superare i problemi e i costi dei trasporti aerei aggravati dall'insularità. La Continuità territoriale da e per la Sardegna è operativa dal 2000. 
Regolamentata da bandi biennali o triennali finanziati dalla Regione stessa e autorizzati da decreti di imposizione di oneri di servizio pubblico sulle tratte stabilite da parte del Ministero dei Trasporti. Il contenuto e le richieste dei quali è più volte mutato nel corso degli anni, sia in numero di voli giornalieri, nel prezzo, ma anche nelle tratte incluse. Solitamente, la continuità territoriale 1 punta a connettere i tre aeroporti sardi (Olbia-Costa Smeralda, Cagliari-Elmas, Alghero-Fertilia) con Milano-Linate e con Roma-Fiumicino, sia in andata che in ritorno. Dal 2015 si parla anche di continuità territoriale 2, il cui scopo è quello di collegare Bologna-Borgo Panigale, Napoli-Capodichino, Firenze-Peretola, Verona-Villafranca ai tre aeroporti principali sardi, ma da anni il bando è bloccato al vaglio della Commissione europea, a causa di un'ipotesi di «violazione delle regole di mercato», che ne ha bloccato l'attuazione, poiché si ritiene che la continuità territoriale abbia luogo di esistere solo verso gli aeroporti principali, che sono ben collegati con mezzi economici alle altre località italiane.
Attualmente, la continuità territoriale per la Sardegna consente di godere di tariffe a prezzo fisso tutto l'anno, con bagaglio garantito, nelle rotte da e per l'isola nei trasporti aerei.
Possono godere della riduzione le seguenti categorie:
- i cittadini residenti in Sardegna,
- i giovani fino ai 21 anni d'età,
- gli studenti fino al 27º anno,
- disabili e
- anziani oltre i 70 anni.

A queste categorie, per la sola continuità territoriale marittima, si aggiunge la categoria dei "Nati in Sardegna", un tempo inclusa anche in quella aerea e ormai eliminata.

##### Rotte, dal 27 ottobre 2013 a oggi
Il 27 ottobre 2013 entrò in vigore la nuova continuità territoriale aerea con una validità di quattro anni: le compagnie che inizialmente ottennero la licenza per i collegamenti furono Alitalia, Meridiana e Livingston. La novità apportata da questa continuità consistette in una tariffa unica sia per residenti sia per non residenti: 45 euro (+ tasse aeroportuali) per volare verso Roma e 55 euro (+ tasse aeroportuali) per volare verso Milano Linate. Il 29 aprile 2014 la Regione Autonoma della Sardegna, con un comunicato dell'Assessorato dei Trasporti, decise di revocare la rotta Roma Fiumicino - Alghero alla Livingston per «gravi inadempienze contrattuali», facendo subentrare Alitalia, classificatasi seconda nella gara su questa tratta. Dopo che il TAR del Lazio, il TAR della Sardegna e il Consiglio di Stato rigettarono il ricorso della Livingston, a partire dal 6 giugno 2014, con il volo Roma Fiumicino - Alghero delle 21:25, Alitalia tornò ufficialmente a operare la tratta in regime di continuità territoriale.
A inizio 2017 la Regione Sardegna pubblicò i nuovi bandi di continuità territoriale: a luglio del 2017 venne ufficializzata la vittoria di Blue Air (Alghero - Roma Fiumicino e Alghero - Milano Linate) e di Air Italy (Olbia - Roma Fiumicino e Olbia - Milano Linate), mentre Alitalia non partecipò e nessun vettore aereo presentò offerte per le tratte in continuità territoriale da Cagliari. Dopo lo stop del nuovo bando, la Regione Sardegna prorogò la continuità territoriale del 2013 e chiese ai vettori la disponibilità di operare alle condizioni del 2013: Alitalia confermò così le rotte Cagliari - Roma Fiumicino, Cagliari - Milano Linate, Alghero - Milano Linate, mentre rinunciò all’Alghero - Roma Fiumicino, affidato in via d’urgenza a Blue Air. Air Italy continuò a operare le tratte su Olbia.
Nei successivi due anni la giunta regionale di Francesco Pigliaru lavorò a un nuovo bando di continuità territoriale che ottenne il via libera della Commissione Europea. Ma, dopo il suo insediamento, il nuovo Presidente della Regione Sardegna Christian Solinas annullò il progetto di continuità territoriale che sarebbe dovuto partire il 17 aprile 2019 e chiese alle compagnie di continuare a operare ancora alle condizioni del 2013. Alitalia confermò così le tratte Cagliari - Roma Fiumicino, Cagliari - Milano Linate, Alghero - Milano Linate e tornò a operare anche l'Alghero - Roma Fiumicino dopo la rinuncia di Blue Air. Diversa la situazione sullo scalo di Olbia. La vincitrice del nuovo bando di continuità territoriale fu Alitalia, ma Air Italy decise di operare le tratte senza compensazioni. Qualche giorno dopo, la stessa proposta venne fatta da Alitalia: da inizio giugno 2019 a fine agosto 2019, entrambe le compagnie operarono così sulle rotte per Roma Fiumicino (4 voli Air Italy + 1 volo Alitalia) e per Milano Linate (4 voli Air Italy + 1/2 voli Alitalia). Da settembre le tratte Olbia - Roma Fiumicino e Olbia - Milano Linate tornarono unicamente ad Air Italy. A febbraio 2020, con il fallimento della compagnia aerea sarda, le rotte passarono ad Alitalia. 
Fino al 14 ottobre 2021, Alitalia gestì la continuità territoriale aerea dagli aeroporti di Cagliari, Alghero e Olbia. Dopo la chiusura dell'ex compagnia di bandiera, la regione Sardegna avviò una procedura di urgenza per l'affidamento delle tratte Cagliari - Roma Fiumicino, Cagliari - Milano Linate, Alghero - Roma Fiumicino, Alghero - Milano Linate, Olbia - Roma Fiumicino e Olbia - Milano Linate. La gara si concluse con l'esclusione delle uniche due partecipanti, Volotea e ITA Airways, entrambe ricorse al TAR. Anche la successiva procedura negoziata vide partecipare la low-cost spagnola e la nuova compagnia di bandiera italiana: dal 15 ottobre 2021 al 14 maggio 2022 Volotea garantisce la continuità territoriale sarda verso Roma Fiumicino e Milano Linate, nonostante sulla vicenda pendano dei ricorsi che potrebbero ribaltare i risultati della gara d'appalto.
La gestione delle tratte dal 2013 a oggi
- Alghero-Roma e vv: New Livingston (dal 27 ottobre 2013 al 6 giugno 2014), Alitalia (dal 6 giugno 2014 all’8 novembre 2017), Blue Air (dal 9 novembre 2017 al 16 aprile 2019) in code-share con Alitalia, Alitalia (dal 17 aprile 2019 al 14 ottobre 2021), Volotea (dal 15 ottobre 2021 al 14 maggio 2022), ITA Airways (dal 15 maggio 2022)
- Alghero-Milano Linate e vv: Alitalia (dal 27 ottobre 2013 al 14 ottobre 2021), Volotea (dal 15 ottobre 2021 al 14 maggio 2022), ITA Airways (dal 15 maggio 2022)
- Cagliari-Roma e vv: Alitalia (dal 27 ottobre 2013 al 14 ottobre 2021), Volotea (dal 15 ottobre 2021) e ITA Airways (dal 15 maggio 2022)
- Cagliari-Milano Linate e vv: Alitalia (dal 27 ottobre 2013 al 14 ottobre 2021), Volotea (dal 15 ottobre 2021) e ITA Airways (dal 15 maggio 2022)
- Olbia-Roma: Air Italy (dal 27 ottobre 2013 a febbraio 2020), Alitalia (un volo quotidiano da giugno ad agosto 2019), Alitalia (da marzo 2020 al 14 ottobre 2021), Volotea (dal 15 ottobre 2021) e ITA Airways (dal 15 maggio 2022)
- Olbia-Milano Linate: Air Italy (dal 27 ottobre 2013 a febbraio 2020), Alitalia (due voli quotidiani da giugno ad agosto 2019), Alitalia (da marzo 2020 al 14 ottobre 2021), Volotea (dal 15 ottobre 2021) e ITA Airways (dal 15 maggio 2022).